# Berlin-Brandenburgisches Wirtschaftsarchiv
Das Berlin-Brandenburgische Wirtschaftsarchiv e. V. (BBWA) ist ein öffentlich zugängliches Archiv, dessen Bestände und Sammlungen unter Wahrung der gesetzlich vorgeschriebenen oder von den Eigentümern gewünschten Schutzfristen für wissenschaftliche Forschungsvorhaben oder andere Recherchen eingesehen werden können. Träger des regionalen Wirtschaftsarchivs ist der gleichnamige Verein, der von Berliner und Brandenburger Unternehmen der Privatwirtschaft, der Industrie- und Handelskammer zu Berlin, der Handwerkskammer Berlin und dem Verein Berliner Kaufleute und Industrieller (VBKI) finanziell gefördert wird.

## Geschichte
Seit Beginn des 20. Jahrhunderts gab es Überlegungen und Bemühungen, in Berlin ein Wirtschaftsarchiv einzurichten. 2004 gründete sich der Förderverein Berlin-Brandenburgisches Wirtschaftsarchiv auf Initiative von Historikern und Archivaren und mit maßgeblicher Unterstützung des Landesarchivs Berlin. 2009 eröffnete der zum Trägerverein gewandelte Verein das Wirtschaftsarchiv an seinem jetzigen Standort in Berlin-Reinickendorf. Es befindet sich unmittelbar zwischen dem Landesarchiv Berlin und der Deutschen Dienststelle (WASt) der Bundeswehr in den Gebäuden der ehemaligen Deutsche Waffen- und Munitionsfabriken AG (DWM).

## Aufgabe
Während gemäß Landesarchivgesetzen der Bundesländer Berlin und Brandenburg das Landesarchiv Berlin bzw. das Brandenburgische Landeshauptarchiv in Potsdam den Auftrag haben, Unterlagen staatlicher Stellen zu bewahren, übernimmt das Berlin-Brandenburgische Wirtschaftsarchiv Dokumente von Unternehmen der Privatwirtschaft. Manche Unternehmen unterhalten eigene historische Archive.
Zentrale Aufgabe ist die Bewahrung, Erschließung und Bereitstellung historisch wertvollen Schriftgutes aus dem Wirtschaftsleben der Region Berlin-Brandenburg. Indem das Archiv die wirtschaftshistorische Überlieferung sammelt, sichert es Informationen und fungiert als „Gedächtnis“ der Region und stellt es der Forschung, den abgebenden Unternehmen sowie der Öffentlichkeit zur Verfügung.
Darüber hinaus regt das BBWA Unternehmen zum Aufbau und Erhalt unternehmenseigener Archive an und kann bei der Erstellung von Unternehmensgeschichten, Festschriften und historischen Konzeptionen beraten.
Das BBWA arbeitet eng mit dem Landesarchiv Berlin sowie der Fachhochschule Potsdam zusammen.

## Bestände
Das Archiv hält etwa 1.900 lfm. Akten, vor allem Unterlagen der verschiedenen Kammern und Unternehmensarchive Berliner Unternehmen sowie der Berliner Börse. Teil des BBWA ist das Forschungsarchiv Flick, das im Rahmen eines Forschungsprojektes an der Friedrich-Schiller-Universität Jena entstanden ist. Weitere größere Bestände sind die Berliner Stadtgüter, BASF Schwarzheide, Berliner Börse AG (ab 1952) und Bankhaus Kroch.
Die Bibliothek enthält unter anderem die Bestände der Weltwirtschaftlichen Gesellschaft e.V. und die vollständigen Berichte des „Vereins zur Beförderung des Gewerbfleißes in Preußen“.
2018/19 hat das Archiv die Bilddokumentation des Holzmann-Konzerns übernommen und digitalisiert und mehr als 60.000 Dateien mit mehr als 250.000 Fotos online gestellt und auf die Deutsche Digitale Bibliothek hochgeladen.

## Benutzung
Das BBWA ist ein öffentlich nutzbares Archiv, dessen Bestände unter Beachtung der allgemeinen Schutz- und Sperrfristen sowie spezieller Vereinbarungen mit den Eigentümern allen Nutzern zugänglich ist, die ein berechtigtes Interesse nachweisen können.
Es gibt die Möglichkeit einer Online-Recherche.

## Öffentlichkeitsarbeit
Das Berlin-Brandenburgische Wirtschaftsarchiv betreibt seit Juli 2012 ein so genanntes „Online-Magazin“ namens „Archivspiegel“ und ist damit das erste Wirtschaftsarchiv in Deutschland, das einen eigenen Weblog hat.